# Aaron Gordon
Aaron Gordon (San José, 16 de setembre de 1995) és un jugador de bàsquet, que actualment juga pels Denver Nuggets a l'NBA, a la posició d'aler o aler-pívot.